# Liste der Biografien/Polo
Liste der Biografien |
Portal Biografien |
Personensuche
# |
A |
B |
C |
D |
E |
F |
G |
H |
I |
J |
K |
L |
M |
N |
O |
P |
Q |
R |
S |
T |
U |
V |
W |
X |
Y |
Z |
?
 
Pa |
Pc |
Pe |
Pf |
Ph |
Pi |
Pj |
Pk |
Pl |
Pm |
Pn |
Po |
Pr |
Ps |
Pt |
Pu |
Pv |
Pw |
Py
 
Poa |
Pob |
Poc |
Pod |
Poe |
Pof |
Pog |
Poh |
Poi |
Poj |
Pok |
Pol |
Pom |
Pon |
Poo |
Pop |
Por |
Pos |
Pot |
Pou |
Pov |
Pow |
Pox |
Poy |
Poz
 
Pola |
Polc |
Pold |
Pole |
Polf |
Polg |
Polh |
Poli |
Polj |
Polk |
Poll |
Polm |
Poln |
Polo |
Pols |
Polt |
Polu |
Polv |
Polw |
Poly |
Polz
Die Liste der Biografien führt alle Personen auf, die in der deutschsprachigen Wikipedia einen Artikel haben. Dieses ist eine Teilliste mit 77 Einträgen von Personen, deren Namen mit den Buchstaben „Polo“ beginnt.

## Polo
- Polo de Bernabé Pilón, Luis (1854–1929), spanischer Diplomat
- Polo G (* 1999), US-amerikanischer Rapper
- Polo Pérez, Juan (* 1963), kolumbianischer Boxer
- Polo Uscanga, Abraham Antonio (1935–1995), mexikanischer Richter
- Polo y Martínez-Valdés, Carmen (1900–1988), spanische Ehefrau von General Francisco Franco
- Polo, Andy (* 1994), peruanischer Fußballspieler
- Polo, Bernardo, spanischer Stilllebenmaler des Barock
- Polo, Danny (1901–1949), US-amerikanischer Klarinettist und Saxophonist (Alt- und Tenorsaxophon) des Swing
- Polo, Eddie (1875–1961), US-amerikanischer Schauspieler
- Polo, Irene (1909–1942), katalanische Journalistin und Publizistin
- Polo, Joseph (* 1982), US-amerikanischer Curler
- Polo, Marco (1254–1324), venezianischer Händler, Reisender, Schriftsteller und EntdeckerMarco Polo (1254–1324)

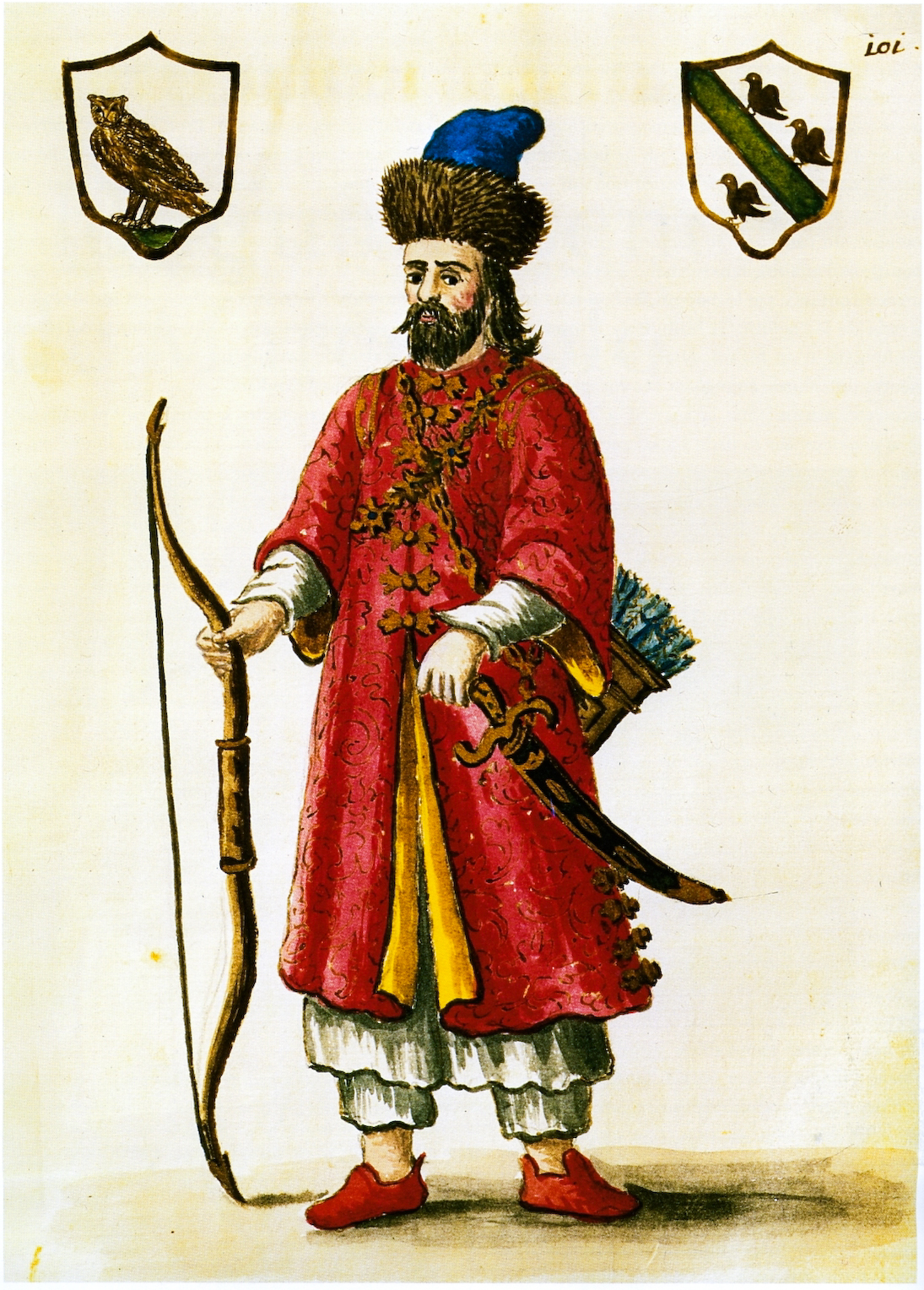
Marco Polo (1254–1324)

- Polo, Niccolò († 1300), venezianischer Kaufherr
- Polo, Teri (* 1969), US-amerikanische Schauspielerin

### Poloc
- Poloczek, André (1959–2022), deutscher Zeichner und Cartoonist
- Poloczek, Bronislav (1939–2012), tschechischer Schauspieler

### Polod
- Polodig, Carolus (1671–1714), deutscher Geistlicher

### Polog
- Pologowa, Adelaida Germanowna (1923–2008), sowjetisch-russische Bildhauerin

### Polol
- Pololikaschwili, Surab (* 1977), georgischer Politiker, Diplomat und UN-Beamter

### Polom
- Polomat, Pierre-Yves (* 1993), französischer Fußballspieler
- Polomé, Edgar Charles (1920–2000), belgisch-amerikanischer Indogermanist, Hochschullehrer
- Poloméni, Spiridion (1844–1930), griechisch-französischer römisch-katholischer Geistlicher und Weihbischof in Karthago
- Polomski, Thorsten (* 1976), deutscher Musiker

### Polon
- Polon, böotischer Töpfer
- Polonara, Achille (* 1991), italienischer BasketballspielerAchille Polonara (* 1991)

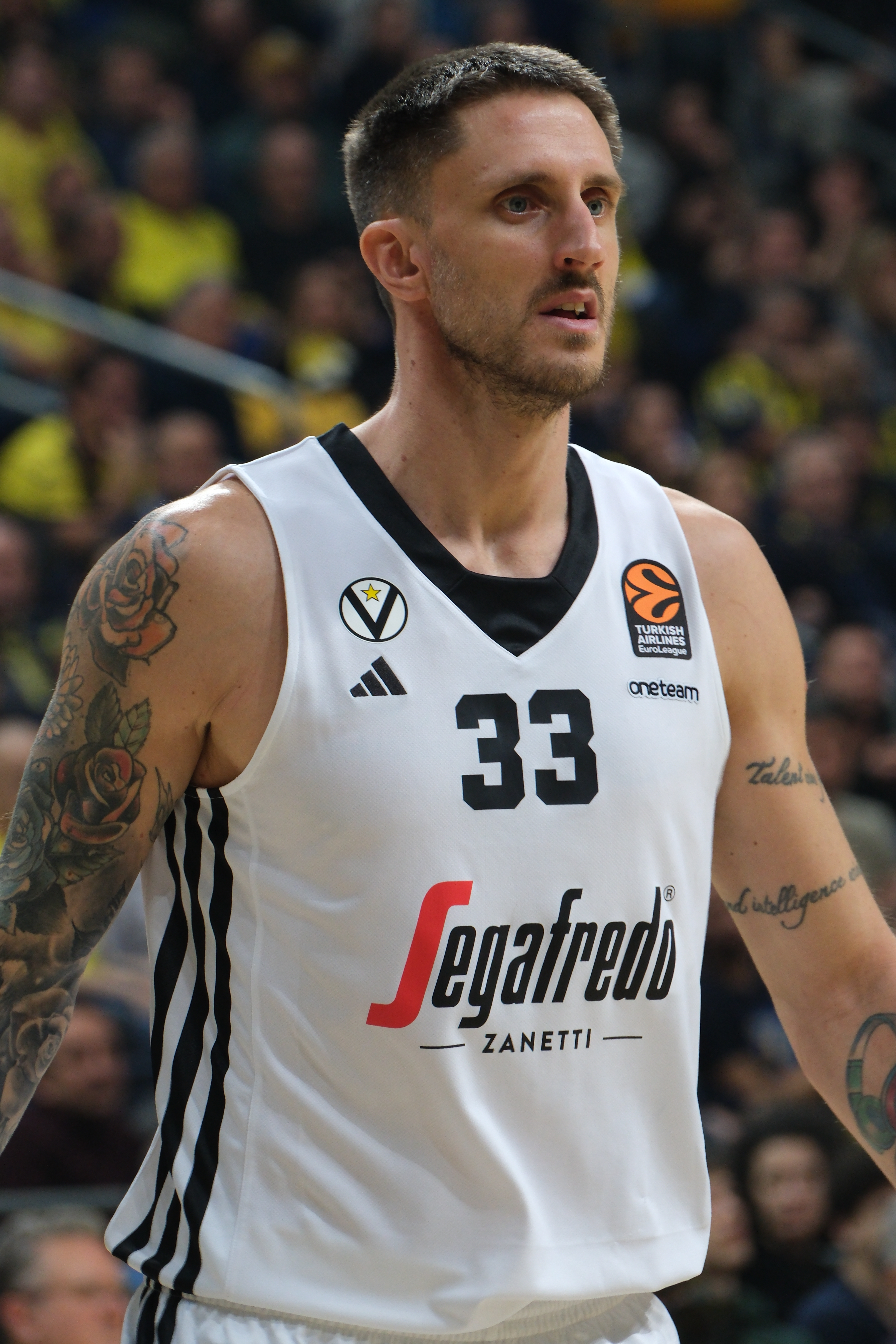
Achille Polonara (* 1991)

- Polonceau, Camille (1813–1859), französischer Eisenbahningenieur
- Polončič, Vinko (* 1957), jugoslawischer Radrennfahrer
- Poloni, Pietro (* 1946), italienischer Radrennfahrer
- Poloni, Selvino (* 1944), italienischer Radrennfahrer
- Polonia, John (1968–2008), US-amerikanischer Filmregisseur, Filmproduzent, Drehbuchautor und Schauspieler
- Polonia, Louis (1935–2005), französischer Fußballspieler
- Polonia, Mark (* 1968), US-amerikanischer Filmregisseur, Filmproduzent, Drehbuchautor und Schauspieler
- Polonic, Pamfil (1858–1945), rumänischer Offizier, Topograph, Kartograph und Archäologe
- Polonich, Dennis (* 1953), kanadischer Eishockeyspieler, -trainer und -funktionär
- Polonska-Wassylenko, Natalija (1884–1973), ukrainische Historikerin
- Polonskaja, Anschelina Wladimirowna (* 1969), russische Autorin
- Polonskaja, Jelisaweta Grigorjewna (1890–1969), russische Schriftstellerin, Dichterin, Übersetzerin und Gründungsmitglied der Petrograder Serapionsbrüder
- Polonskaja, Schosefina Antonowna (1844–1920), russische Bildhauerin
- Polonski, Jakow Petrowitsch (1819–1898), russischer Dichter, Schriftsteller und Librettist
- Polonski, Wjatscheslaw Pawlowitsch (1886–1932), russischer Literaturkritiker und Historiker
- Polonski, Wladimir Iwanowitsch (1893–1937), sowjetischer Politiker und Gewerkschafter
- Polonskij, Georg (* 1871), Literaturwissenschaftler und Übersetzer russischer Literatur
- Polonsky, Abraham (1910–1999), US-amerikanischer Drehbuchautor und Filmregisseur
- Polonsky, Antony (* 1940), südafrikanisch-britischer Historiker
- Polonsky, Lea (* 2002), israelische Schwimmerin
- Polonsky, Pinchas (* 1958), russischer Religionsphilosoph
- Polonsky, Ron (* 2001), israelischer Schwimmer
- Polonskyj, Semen (1933–2020), ukrainisch-kanadischer Handballspieler und -trainer
- Polony, Anna (* 1939), polnische Theater- und Filmschauspielerin
- Polony, Arthur (1880–1943), rumänischer Politiker, Jurist und Journalist
- Polónyi, Géza (1848–1920), ungarischer Politiker, Jurist und Justizminister
- Polónyi, Stefan (1930–2021), deutscher Bauingenieur, Hochschullehrer
- Polonyzkyj, Wassyl (* 1977), ukrainischer Eishockeynationalspieler

### Polos
- Polos, griechischer Tragödienschauspieler
- Polos von Akragas, antiker griechischer Sophist
- Polos, Dmitri Dmitrijewitsch (* 1991), russischer Fußballspieler
- Polos, Mychajlo (1891–1937), ukrainischer Politiker
- Polos-Maler, griechischer Vasenmaler des attisch-schwarzfigurigen Stils
- Poloschi, Antonina Wassiljewna (1917–2003), sowjetische Botanikerin und Hochschullehrerin
- Poloschkow, Iwan Iwanowitsch (* 1986), russisch-kasachischer Eishockeytorwart
- Pölöskei, Gábor (1920–1993), ungarischer Fußballspieler und -trainer
- Polosmak, Natalja Wiktorowna (* 1956), russische Archäologin und Hochschullehrerin
- Polosow, Kirill Konstantinowitsch (* 1991), russisch-israelischer Eishockeyspieler und -trainer
- Polossin, Ali Wjatscheslaw Sergejewitsch (* 1956), russische Persönlichkeit des Islam

### Polot
- Polotsky, Hans Jakob (1905–1991), israelischer Orientalist und Linguist, Professor für semitische Sprachen und Ägyptologie

### Polov
- Polovinko, Ruslan (1969–1992), aserbaidschanischer Offizier

### Polow
- Polow da Don (* 1978), US-amerikanischer Hip-Hop-Produzent und Rapper
- Polowinkin, Leonid Alexejewitsch (1894–1949), sowjetischer Komponist
- Polowinskaja, Tatjana (* 1965), ukrainische Langstreckenläuferin
- Polownewa, Anna Jewgenjewna (* 1984), russische Ringerin
- Polownikow, Wassili Olegowitsch (* 1986), russischer Gewichtheber
- Polowodin, Igor Alexejewitsch (1955–2005), russischer Schachspieler und -trainer
- Polowsky, Joe (1916–1983), US-amerikanischer Soldat und Friedensaktivist
- Polowyntschuk, Kateryna (* 1995), ukrainische Poolbillardspielerin

### Poloz
- Položani, Artim (* 1982), mazedonischer Fußballspieler
- Polozki, Simeon (1629–1680), russischer Mönch und Schriftsteller
- Polozov, Aleksandr (* 1986), estnisch-neuseeländischer Eishockeyspieler